# Janov (Nový Bor)
Janov (německy Johannesdorf) je část města Nový Bor v okrese Česká Lípa. Nachází se asi 3 km na jihovýchod od Nového Boru. Je zde evidováno 201 adres. Trvale zde žije 270 obyvatel.
Janov leží v katastrálním území Janov u Nového Boru o rozloze 1,11 km². Cca 500 metrů východně od Janova leží Sloup v Čechách a zhruba 2,5 km SSZ je Janov vzdálen od Nového Boru. Vede přes něj mezinárodní dálková pěší trasa E10. Poblíž silnice na sousední obec Chotovice je Janovský rybník. V Janově je oplocený areál, který v současné době již slouží PČR a sídlí zde psovodi. Dříve objekt sloužil jako sklad civilní obrany, ale protože již nebyl využíván, došlo k prodeji.

## Pamětihodnosti

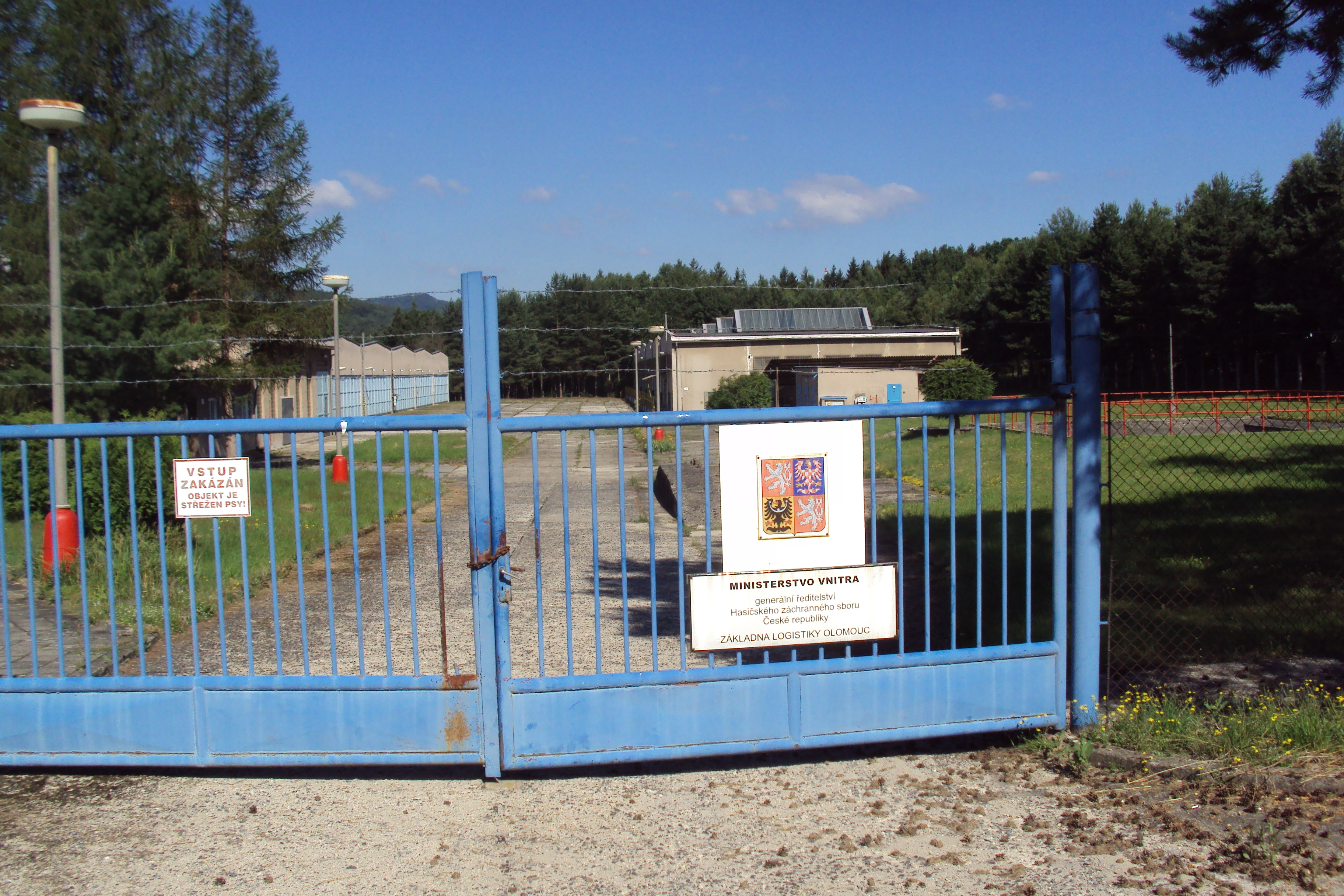
Sklad Civilní obrany

- Venkovská usedlost č.ev. 124
- Usedlost č.ev. 115

## Rodáci
- Josef Max (1804–1855) – kamenosochař; Vytvořil pomník Františka I., pomník Radeckého, tři sousoší pro Karlův most.
- Emanuel Max (1810–1901) – kamenosochař; Vytvořil pomník Radeckého, čtyři sousoší pro Karlův most, busty a náhrobky.